# Al agua gambas
Al agua gambas (en francés Les Crevettes pailletées) es una comedia francesa escrita y dirigida por Cédric Le Gallo y Maxime Govare, estrenada en 2019. Es una historia basada en hechos reales, la de un equipo de waterpolo gay que participa en los Gay Games. Cédric Le Gallo también se inspiró en su experiencia en este equipo al que ha asistido desde 2012.

## Sinopsís
La película Les Crevettes Pailletées (Gambas al agua, 2019) sigue a Matthias Le Goff, un nadador profesional que es sancionado por un comentario homófobo en una entrevista. Como castigo, lo obligan a entrenar a Les Crevettes Pailletées, un equipo de waterpolo formado por jugadores gais y queer que se preparan para los Juegos Gais de Croacia.
Al principio, Matthias se siente fuera de lugar y no comprende la actitud desenfadada y festiva del equipo, que prioriza la diversión sobre la competición. Sin embargo, a medida que pasa el tiempo y convive con ellos en el viaje hacia los Juegos, sus prejuicios se van desmoronando. El equipo, formado por personajes excéntricos y carismáticos, le muestra una nueva forma de afrontar la vida, basada en la aceptación, la amistad y la libertad de ser uno mismo.
El viaje no está exento de momentos difíciles, ya que los miembros del equipo también han tenido que luchar contra la discriminación y el rechazo. Finalmente, Matthias aprende a valorar al grupo y se transforma, dejando atrás sus prejuicios y conectando con sus propios sentimientos. La película combina humor, emoción y crítica social para transmitir un mensaje de tolerancia y diversidad.

## Reparto
- Nicolas Gob: Matthias Le Goff
- Alban Lenoir: Jean
- Michaël Abiteboul: Cédric
- David Baiot: Alex
- Romain Lancry: Damien
- Roland Menou: Joël
- Geoffrey Couët: Xavier
- Romain Brau: Fred
- Pierre Samuel: Bertrand
- Jean-Louis Barcelona: Hervé Langlois
- Yvon Back: presidente de la Federación Francesa de Natación
- Valentin Marceau: el autoestopista
- Benoît Maréchal: Bram
- Thomas Croisière: Pascal

## Producción
La película tuvo un presupuesto de 3 millones de euros.

### Estrenos
La película fue presentada el 19 de enero de 2019 en el Festival internacional de cine de comedia de Alpe d'Huez. Fue estrenada el 8 de mayo de 2019 en Francia, así como en Bélgica y en la Suiza francófona. En España fue estrenada el 19 de julio.

### Comentarios
La película recibió críticas bastante buenas, con una calificación promedio de 3.5 en AlloCiné. Caroline Vié de 20 minutos no oculta que "esta comedia divertida recuerda a Todo o nada de Gilles Lellouche. Sus actores son tan divertidos como llevar un mensaje que celebra la diferencia." y Pierre Vavasseur de Parisien dijo que "esta comedia, que se juega en torno a un equipo gay de waterpolo, se viste con un buen humor irresistible, un brillante lenguaje de tolerancia y apertura".
La revista Slate habla de una "oportunidad perdida", con varios clichés sobre los homosexuales ("aquí, los homosexuales solo tienen una cosa en mente: besar, [...] amar y son capaces de convertirse en drag queens", "Las lesbianas [...] [son] masculinas, agresivas, limitadas y desagradables, y dan una buena excusa para que Las gambas purpurinas encadenen los comentarios sexistas") y "la transfobia de la que ella [Fred] es víctima con tanta ligereza e incoherencia como la homofobia de Matthias". Sin embargo, "la agresión a las gambas en una gasolinera da lugar a un debate: [...] ¿debemos mezclarnos en la masa para no ser molestados, o asumir y reclamar una identidad gay? " Y reconoce que " algunos personajes [que] son más interesantes", y se tratan varios retratos de hombres homosexuales.
En la misma opinión, Bruno Deruisseau de Inrockuptibles, dice que "este movimiento de apertura no funciona sin que se ocupe de las peores fallas de la comedia dominante, es decir, una cierta bufonería y una manera de enfrentar a las minorías entre sí, en una avalancha de clichés".
Por otro lado, CinéSéries tuvo una mejor impresión por la película, ya que es "un verdadero canto a la tolerancia,"Al agua gambas"es una muy buena película y ofrece una lección alegre de la humanidad".

## Serie de televisión
Se está estudiando un proyecto de serie de televisión con los mismos personajes y que sirve como una secuela de la película.

## Premios y nominaciones
- Festival Internacional de Cine de Comedia de Alpe d'Huez 2019: Premio del jurado